# Détroit de Kara
Pour les articles homonymes, voir Kara.
Le détroit de Kara (en russe : Карские Ворота, Karskie Vorota) est un détroit de l'océan Arctique situé en Russie, entre l'île Ioujny de la Nouvelle-Zemble au nord et l'île Vaïgatch au sud. Dépendance de la mer de Kara, il fait la communication avec la mer de Barents à l'ouest. Les deux côtés du détroit de Kara sont hauts et rocheux. Le détroit a une longueur de 33 km et une largeur de 45 km; la profondeur varie de 7 m sur les hauts-fonds à 230 m dans sa partie orientale
Il est franchi par les navires empruntant la route maritime du Nord ouvert par les brise-glaces qui relie l'océan Atlantique à l'océan Pacifique par l'océan Arctique.